# Spogostylum ventrale
Spogostylum ventrale är en tvåvingeart som först beskrevs av Mario Bezzi 1924.  Spogostylum ventrale ingår i släktet Spogostylum och familjen svävflugor. Inga underarter finns listade i Catalogue of Life.